# Барон Карнок

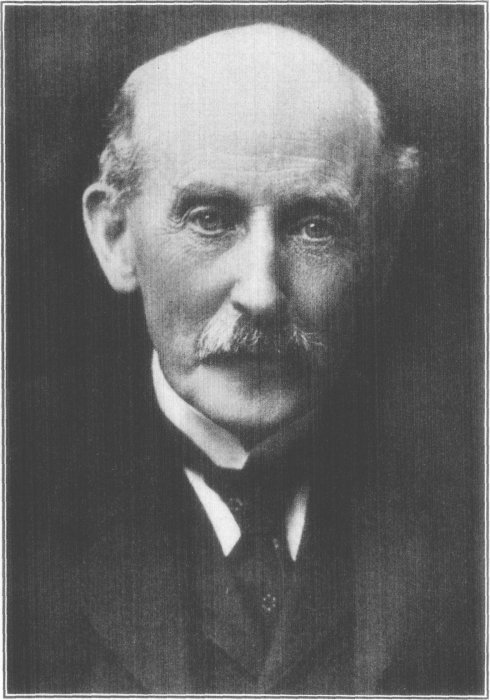
Артур Николсон, 1-й барон Карнок

Барон Карнок из Карнока в графстве Стерлингшир — наследственный титул в системе Пэрства Соединённого королевства. Он был создан 27 июня 1916 года для британского дипломата и политика, сэра Артура Николсона, 11-го баронета (1849—1928). Он занимал должности посла Великобритании в Испании (1904—1905) и России (1906—1910), а также постоянного заместителя министра иностранных дел (1910—1916).

## История
Семья Николсон происходит от Томаса Николсона (ум. 1646), который 16 января 1636 года получил титул баронета из Карнока в графстве Стерлингшир в Баронетстве Новой Шотландии. Его правнук, Томас Николсон, 4-й баронет (1669—1688), в 1683 году получил титул 4-го лорда Нейпира из Мерчистона. После его смерти баронство Нейпир унаследовала его тетка по материнской линии, Маргарет Брисбен, 5-я леди Нейпир (ум. 1706), а титул баронета получил его кузен, сэр Томас Николсон, 5-й баронет (ум. 1699). Его преемником стал его сын, сэр Джордж Николсон, 6-й баронет (ум. 1771). После смерти его младшего сына, сэра Дэвида Николсона, 8-го баронета (ум. 1806), эта линия семьи прервалась. Последнему наследовал его двоюродный брат, сэр Уильям Николсон, 9-й баронет (1758—1820), генерал-майор британской армии. Его сын, сэр Фредерик Уильям Эрскин Николсон, 10-й баронет (1815—1899), имел чин адмирала королевского флота.
Ему наследовал в 1899 году его сын, Артур Николсон, 11-й баронет (1849—1928). В 1916 году он был возведен в звание пэра как барон Карнок из Карнока в графстве Стерлингшир. Его преемником стал его старший сын, Фредерик Арчибальд Николсон, 2-й барон Карнок (1883—1952). Ему наследовал его младший брат, Эрскин Артур Николсон, 3-й барон Карнок (1884—1982). Его преемник, его сын Дэвид Генри Артур Николсон, 4-й барон Карнок (1920—2008), в 1984 году стал баронетом из Лассуэйда и вождем шотландского равнинного клана Николсон.
Известный дипломат сэр Гарольд Николсон (1886—1968), муж писательницы Виты Сэквилл-Уэст, был третьим сыном 1-го барона Карнока. Его сын Найджел Николсон (1917—2004) был отцом Адама Николсона, нынешнего барона Карнока.

## Баронеты Николсон из Карнока (1636)
- 1636—1646: сэр Томас Николсон, 1-й баронет (ум. 8 января 1646), второй сын Джона Николсона, 1-го баронета из Лассуэйда (ум. 1605)[1];
- 1646—1664: сэр Томас Николсон, 2-й баронет (10 июня 1628 — 24 июля 1664), старший сын предыдущего[2];
- 1664—1670: сэр Томас Николсон, 3-й баронет (15 сентября 1649 — 20 января 1670), единственный сын предыдущего[3];
- 1670—1688: сэр Томас Николсон, 4-й лорд Нейпир, 4-й баронет (14 января 1669 — 9 июня 1688), единственный сын предыдущего[4];
- 1688—1699: сэр Томас Николсон, 5-й баронет (ум. 2 января 1699), старший сын сэра Джона Николсона (ум. 1683), внук сэра Томаса Николсона, 1-го баронета[5];
- 1699—1771: майор сэр Джордж Николсон, 6-й баронет (ум. октябрь 1771), единственный сын предыдущего[6];
- 1771—1786: сэр Уолтер Филип Николсон, 7-й баронет (ум. 1786), старший сын предыдущего[7];
- 1786—1806: сэр Дэвид Николсон, 8-й баронет (ум. 19 октября 1806), младший брат предыдущего[8];
- 1806—1820: генерал-майор сэр Уильям Николсон, 9-й баронет (1758 — 5 августа 1820), сын Джорджа Николсона (ум. 1769), внук подполковника Уильяма Николсона (ум. 1720), правнук сэра Джона Николсона (ум. 1683), младшего сына сэра Томаса Николсона из Карнока, 1-го баронета[9];
- 1820—1899: адмирал сэр Фредерик Уильям Эрскин Николсон, 10-й баронет (22 апреля 1815 — 29 декабря 1899), единственный сын предыдущего[10];
- 1899—1928: сэр Артур Николсон, 11-й баронет (19 сентября 1849 — 5 ноября 1928), младший сын предыдущего, барон Карнок с 1916 года[11].

## Бароны Карнок (1916)
- 1916—1928: Артур Николсон, 1-й барон Карнок (19 сентября 1849 — 5 ноября 1928), младший сын адмирала сэра Фредерика Уильяма Эрскина Николсона, 10-го баронета (1815—1899)[11];
- 1928—1952: Фредерик Арчибальд Николсон, 2-й барон Карнок (9 января 1883 — 3 мая 1952), старший сын предыдущего[12];
- 1952—1982: Эрскин Артур Николсон, 3-й барон Карнок (26 марта 1884 — 2 октября 1982), младший брат предыдущего[13];
- 1982—2008: Дэвид Генри Артур Николсон, 4-й барон Карнок (10 июля 1920 — 26 декабря 2008), старший сын предыдущего[14];
- 2008 — настоящее время: Адам Николсон, 5-й барон Карнок (род. 12 сентября 1957), единственный сын писателя Найджела Николсона (1917—2004), внук сэра Гарольда Джорджа Николсона (1886—1968), правнук Артура Николсона, 1-го барона Карнока[15];
  - Наследник титула: достопочтенный Томас Николсон (род. 1984), старший сын предыдущего от первого брака[16].